# Bayswater (métro de Londres)
Pour les articles homonymes, voir Bayswater.
Bayswater (prononcez [ˈbeɪswatər], ou avec l'accent cockney, [ˈbɒɪswɔːʔə]) est une station des lignes : Circle line et District line, du métro de Londres, en zone 1. Elle est située à Queensway dans la cité de Westminster.

## Situation sur le réseau
La station se trouve dans une tranchée semi-souterraine, sur les lignes District et Circle. Elle permet également une correspondance indirecte avec la Central Line à la station Queensway.

## Histoire
La station, dénommée Bayswater, est mise en service le 1er octobre 1868.

## Services aux voyageurs

### Desserte

Installations et desserte
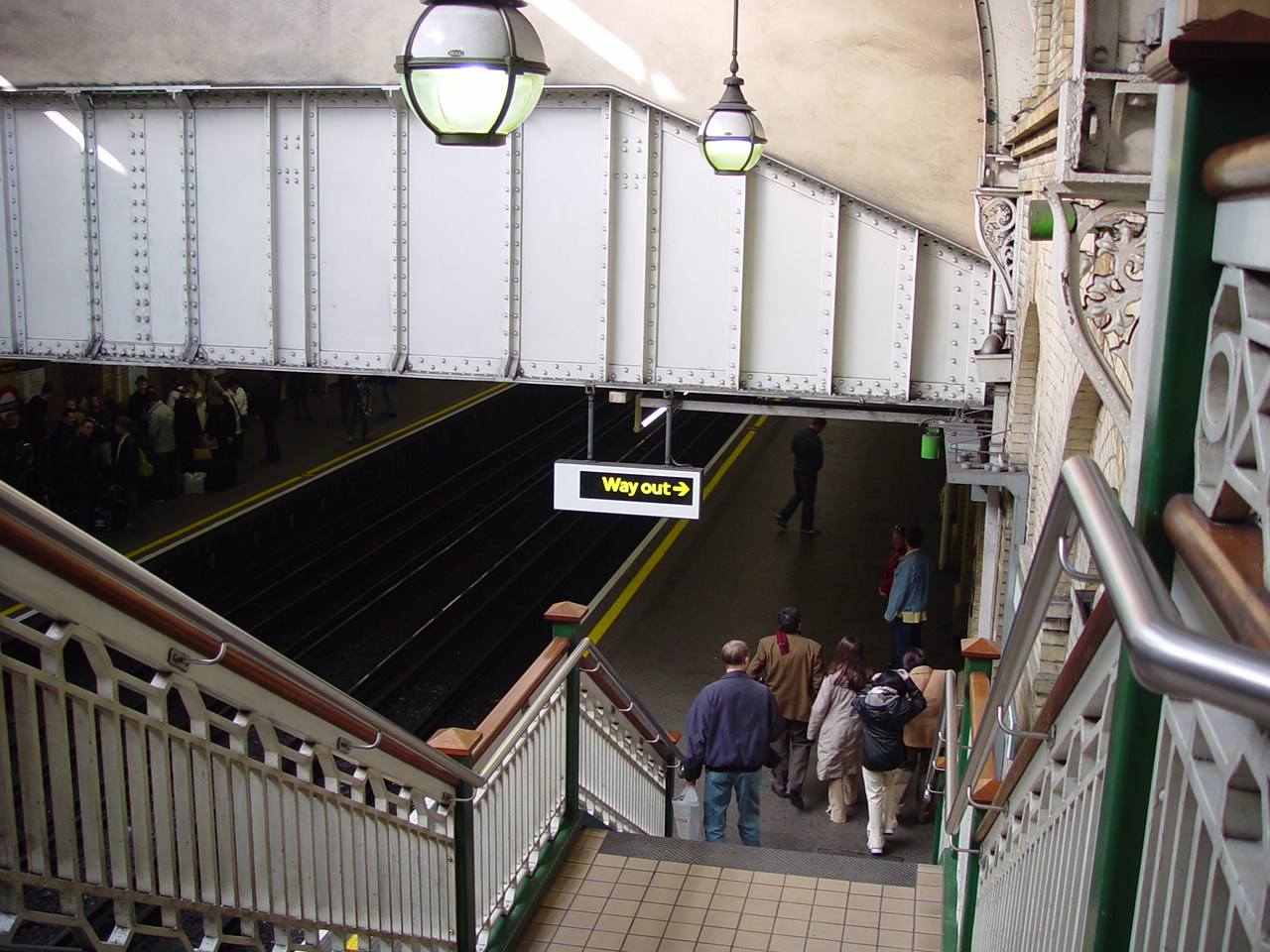
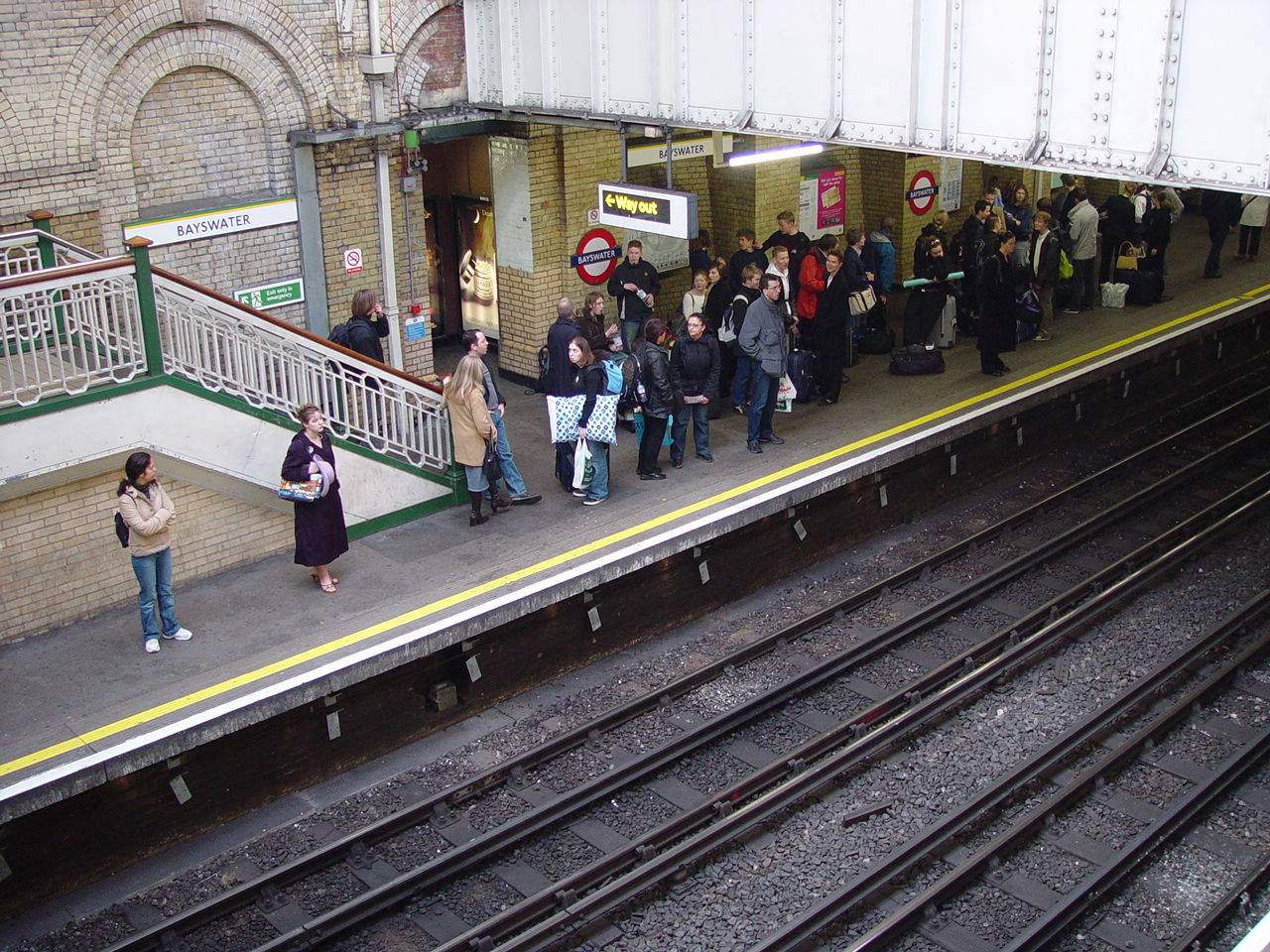
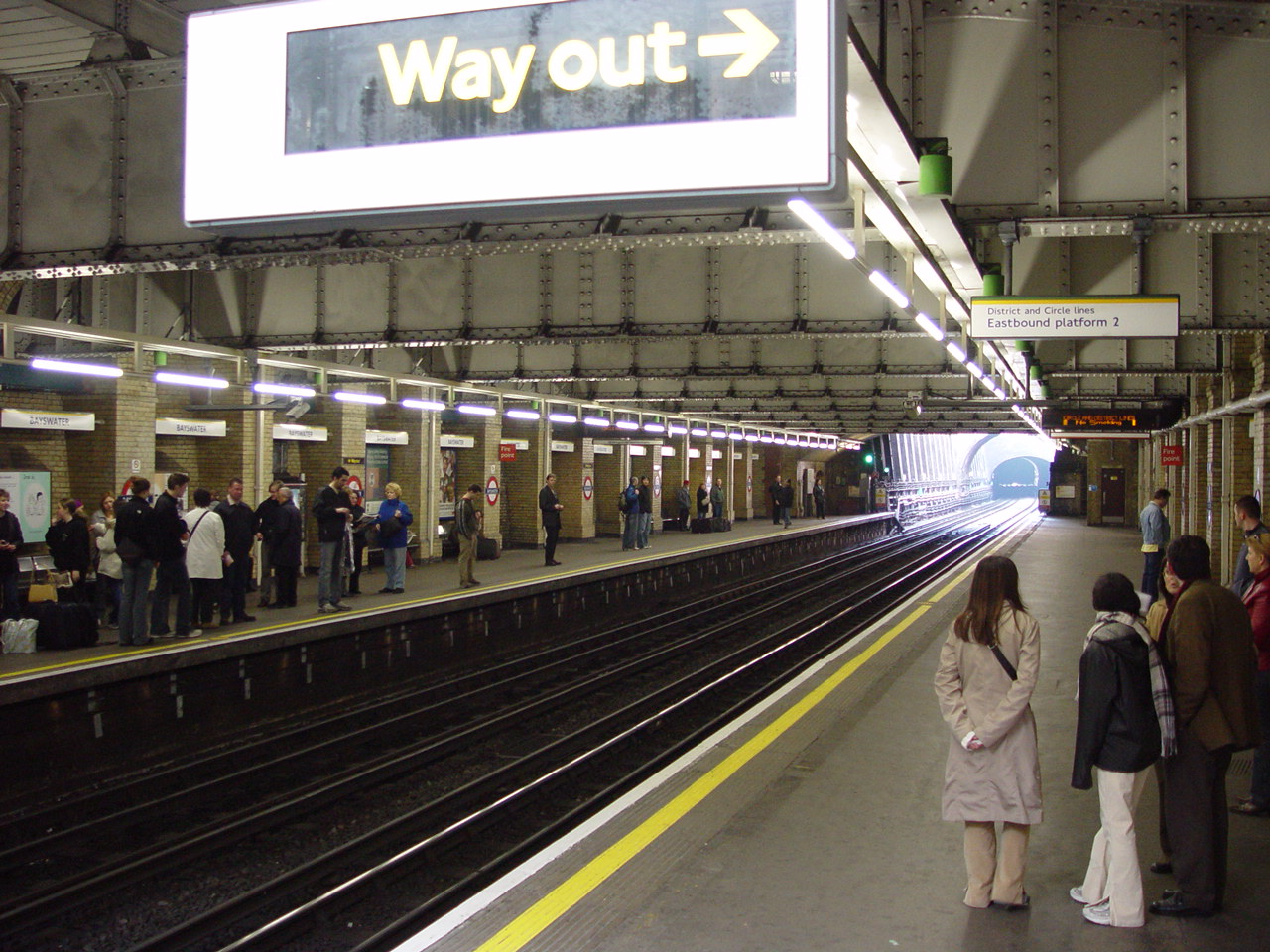

## À proximité
- Queensway